# Очев, Виталий Георгиевич
Вита́лий Гео́ргиевич О́чев (26 августа 1931, Саратов — 13 февраля 2004, Саратов) — советский и российский учёный-палеонтолог, геолог, стратиграф, известный своими исследованиями ископаемой фауны перми и триаса востока Русской платформы.

## Биография
Родился Виталий Георгиевич Очев в 1931 году в Саратове, здесь же окончил школу. В 1950—1955 годах учился на геологическом факультете Саратовского университета на кафедре палеонтологии и исторической геологии. Уже во время учебы в институте, в 1953—1954 годах, участвовал в экспедициях Палеонтологического института АН СССР в районы Южного Приуралья. В 1955—1958 годах обучался в аспирантуре на кафедре палеонтологии и исторической геологии (научный руководитель — профессор В. Г. Камышова-Елпатьевская). В 1959 году защитил кандидатскую диссертацию (тема — «Стратиграфия триасовых отложений Оренбургской области»).
В 1959—1970 годах В. Г. Очев работал в НИИ геологии Саратовского университета: сначала старшим научным сотрудником, затем — заведующим отделением палеонтологии и биостратиграфии. В это время он принимал участие в геолого-съёмочных и тематических работах на территории Южного Приуралья и соседних районов. В ходе данных работ Очевым было открыто несколько новых местонахождений пермских и триасовых тетрапод. Были организованы масштабные раскопки триасовых рептилий и амфибий.
В 1968 году В. Г. Очев защитил докторскую диссертацию (тема — «Стратиграфия триаса востока Русской платформы по данным изучения истории развития капитозавроидных лабиринтодонтов»).
В 1970 году стал профессором кафедры палеонтологии и исторической геологии Саратовского университета, а с 1976 по 1996 год являлся заведующим этой кафедрой. В 1996 году избран почётным членом Всероссийского Палеонтологического Общества.
Большой вклад Виталий Георгиевич внёс в уточнение стратиграфии триаса и перми. Его усилиями получила дальнейшее развитие тафономия — основанная И. А. Ефремовым наука о закономерностях захоронения ископаемых остатков организмов. В НИИ геологии Саратовского университета Очевым была организована лаборатория палеонтологии позвоночных, ставшая центром исследований ископаемых позвоночных всего Поволжья.
В. Г. Очев подготовил 8 кандидатов наук.

## Публикации
Результаты исследований Очева опубликованы более чем в 200 научных работах, 11 монографиях и двух научно-популярных книгах.
Некоторые монографии и научно-популярные книги:
- Очев В. Г.  Систематика и филогения капитозавроидных лабиринтодонтов. — Саратов: Изд-во СГУ, 1966. — 184 с.
- Очев В. Г.  Капитозавроидные лабиринтодонты юго-востока Европейской части СССР. — Саратов: Изд-во СГУ, 1972. — 208 с.
- Очев В. Г.  Тайны пылающих холмов. — Саратов: Изд-во СГУ, 1976. — 95 с.
- Очев В. Г., Твердохлебова Г. И., Миних М. Г., Миних А. В.  Стратиграфическое и палеогеографическое значение верхнепермских и триасовых позвоночных востока Восточно-Европейской платформы и Приуралья. — Саратов: Изд-во СГУ, 1979. — 158 с.
- Морозав Н. С., Очев В. Г.  Учебное пособие по истории и метедологии геологических наук. — Саратов: Изд-во СГУ, 1988. — 82 с.
- Очев В. Г., Янин Б. Т., Барсков И. С.  Методическое руководство по тафономии позвоночных организмов. — М.: Изд-во Моск. ун-та, 1994. — 143 с.
- Шишкин М. А., Очев В. Г., Твердохлебов В. П.  Биостратиграфия триаса Южного Приуралья. — М.: Наука, 1995. — 204 с.
- Очев В. Г.  Еще не пришли динозавры. — Саратов: Научная книга, 2000. — 130 с.
- Очев В. Г., Твердохлебова Г. И., Янин Б. Т., Твердохлебов В. П.  Палеогеографический аспект тафономических исследований. — Саратов: Научная книга, 2001. — 180 с.

## Память
В 2008 году в честь Очева назван ихтиозавр Platypterygius ochevi из альбско-сеноманских отложений Воронежской области, впоследствии признанный младшим синонимом вида Maiaspondylus cantabrigiensis.